# Don't Mess Up My Tempo
Don't Mess Up My Tempo é o quinto álbum de estúdio do grupo sino-coreano EXO. Foi lançado em 2 de novembro de 2018 pela SM Entertainment. É o primeiro lançamento do grupo com nove membros desde Lotto (2016). Estará disponível em três versões: Allegro, Moderato e Andante, nomeadas após tipos de andamentos.

## Antecedentes
Don't Mess Up My Tempo segue o primeiro álbum de estúdio do grupo desde Countdown, lançado em janeiro de 2018. Em outubro de 2018, foi anunciado que o álbum seria o primeiro com a participação de Lay desde 2016, que se concentrou em sua própria carreira como cantor e ator. Lay participou da gravação da versão chinesa do single "Tempo", e também aparecerá em seu videoclipe. Em 22 de outubro, SM publicou um curta-metragem do conceito de "Tempo".

## Promoção
O álbum foi anunciado em outubro de 2018 com um teaser no site oficial do grupo, com o álbum pronto para a pré-venda. Lay aparecerá no material promocional do álbum.

## Lista de faixas
※ Faixas em negrito identificam os singles do álbum.
- Adaptado das mídias sociais do grupo.[7]

| N.º            | Título                           | Letras                     | Música                                                                                      | Duração |  |
| 1.             | "Tempo"                          | JQ PENOMECO Yoo Young-jin  | Jamil "Digi" Chammas Leven Kali Tay Jasper Adrian Mckinnon MZMC                             | 3:44    |  |
| 2.             | "Sign"                           | JQ Mola (makeumine works)  | Harvey Mason Jr Kevin Randolph Patrick J. Que Smith Dewain Whitmore Britt Burton Andrew Hey | 3:13    |  |
| 3.             | "Ooh La La La" (닿은 순간)       | Hwang Yoo-bin              | Jamil 'Digi' Chammas Andrew Bazzi Justin Lucas Anthony Pavels MZMC                          | 3:07    |  |
| 4.             | "Gravity"                        | Chanyeol Kim Min-jung      | LDN Noise Deez Adrian Mckinnon                                                              | 3:54    |  |
| 5.             | "With You" (가끔)                | Chanyeol Kim Min-ji        | Chanyeol Sons Of Sonix                                                                      | 3:08    |  |
| 6.             | "24/7"                           | Kenzie                     | Harvey Mason Jr The Wavys The Wildcardz Aaron Berton Andrew Hey                             | 4:03    |  |
| 7.             | "Bad Dream" (후폭풍)             | Seo Ji-eum                 | Mike Daley Mitchell Owens Bianca “Blush” Atterberry Deez                                    | 3:56    |  |
| 8.             | "Damage"                         | Shin Jin-hye (Jam Factory) | LDN Noise Deez Adrian Mckinnon                                                              | 3:29    |  |
| 9.             | "Smile On My Face" (여기 있을게) | JQ Park Ji-hee             | Brian Kennedy Iain James Samuel Jensen                                                      | 3:38    |  |
| 10.            | "Oasis" (오아시스)               | Jo Yoon-kyung              | Kevin White Mike Woods Andrew Bazzi MZMC                                                    | 3:14    |  |
| 11.            | "Tempo" (Versão em mandarim)     | Arys Chien                 | Jamil "Digi" Chammas Leven Kali Tay Jasper Adrian Mckinnon MZMC                             | 3:44    |  |
| Duração total: | Duração total:                   | Duração total:             | Duração total:                                                                              | 39:10   |  |